# Tall Massas
Tall Massas (arab. تل مساس) – wieś w Syrii, w muhafazie Al-Hasaka. W 2004 roku liczyła 231 mieszkańców.